# Silly-en-Saulnois
Silly-en-Saulnois je francouzská obec v departementu Moselle v regionu Grand Est. V roce 2013 zde žilo 35 obyvatel.

## Poloha
Sousední obce jsou: Beux, Buchy, Liéhon a Pontoy.

## Vývoj počtu obyvatel
Počet obyvatel